# Stazione di Scerne di Pineto
La stazione di Scerne di Pineto è una fermata ferroviaria, posta lungo la ferrovia Adriatica, a servizio di Scerne, frazione di Pineto.

## Storia
La stazione di Scerne di Pineto venne inaugurata l'11 dicembre 2004.

## Strutture e impianti
L'impianto è gestito da Rete Ferroviaria Italiana (RFI). Il piazzale ferroviario della stazione si compone di due binari, serviti entrambi su ogni lato da una banchina, raggiungibili dai viaggiatori mediante un sottopassaggio pedonale.

## Movimento
La stazione è servita da treni regionali operati da Trenitalia e Trasporto Unico Abruzzese per conto della regione Abruzzo.

## Servizi
- Biglietteria self-service
- Sottopassaggio pedonale
- Parcheggio per auto